# Rothschildia schreiteriana
Rothschildia schreiteriana is een vlinder uit de onderfamilie Saturniinae van de familie nachtpauwogen (Saturniidae).
De wetenschappelijke naam van de soort is voor het eerst geldig gepubliceerd door Breyer & Orfila in 1945.